# Quiliano
Quiliano (ligur nyelven Cüggiæn vagy Cugén) település Olaszországban, Liguria régióban, Savona megyében. Lakosainak száma 6849 fő (2023. január 1.). Quiliano Altare, Mallare, Orco Feglino, Savona, Vezzi Portio és Vado Ligure községekkel határos.

## Népesség
A település lakossága az elmúlt években az alábbi módon változott:
| Lakosok száma | 7199 | 7137 | 6849 |
|               | 2017 | 2018 | 2023 |